# 용암초등학교 (충북)
용암초등학교는 대한민국 충청북도 청주시 상당구에 있는 초등학교다.

## 학교 연혁
- 1994. 05. 24. 용암초등학교 설립 인가
- 1996. 03. 01. 용암초등학교 개교(29학급)
- 2007. 06. 28. 교육복지우선지원사업학교 선정
- 2011. 03. 01. 충청북도교육청 교육복지우선지원사업연구학교 지정
- 2011. 09. 01. 제8대 박충렬 교장 부임
- 2014. 02. 19. 제18회 200명 졸업(졸업생 총수 4,050명)
- 2014. 03. 01. 37학급 편성(특수학급 1학급 포함)